# Emil Hardt
Emil Hardt, nach Nobilitierung vom 29. August 1900 Emil Ritter von Hardt (* 11. November 1842 in Wien; † 24. Februar 1929 ebenda), war k. k. Sektionschef, Kurator des k. k. österreichischen Handelsmuseums, Vizepräsident der Lokalbahn Triest–Parenzo und Verwaltungsrat der Vintschgauer Bahn.

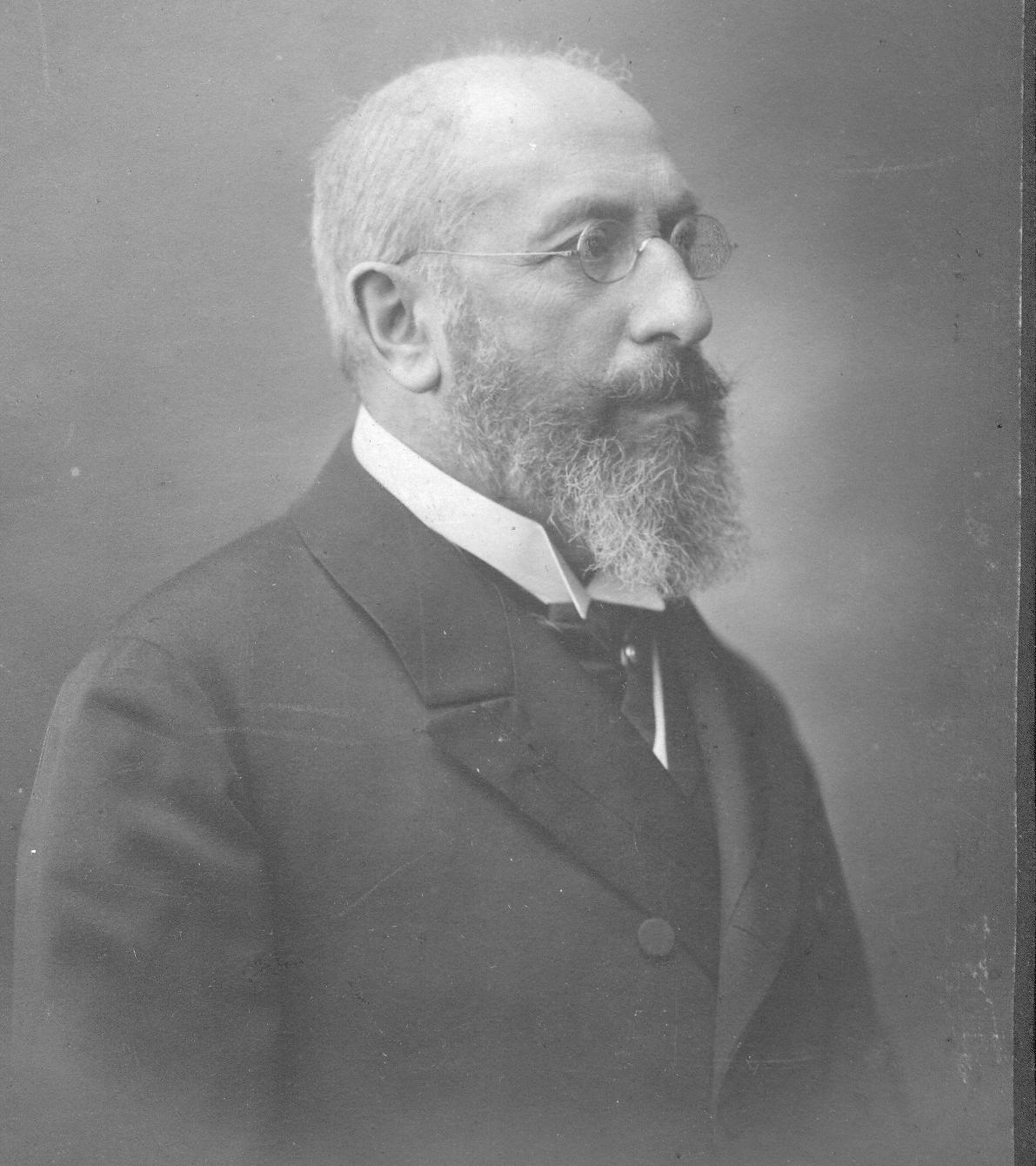
Emil Hardt

## Leben
Emil Franz de Paula Hardt war das elfte und somit letzte Kind des Ehepaares Albert Franz de Paula Hardt (1795–1853), Notar, seit 1825 Inhaber der Tuchhandlung „Zur Schäferin“, Mitgründer der Nationalgarde und dessen Ehefrau Marie Barbara, geborene Edle von Kratzer (1803–1871).

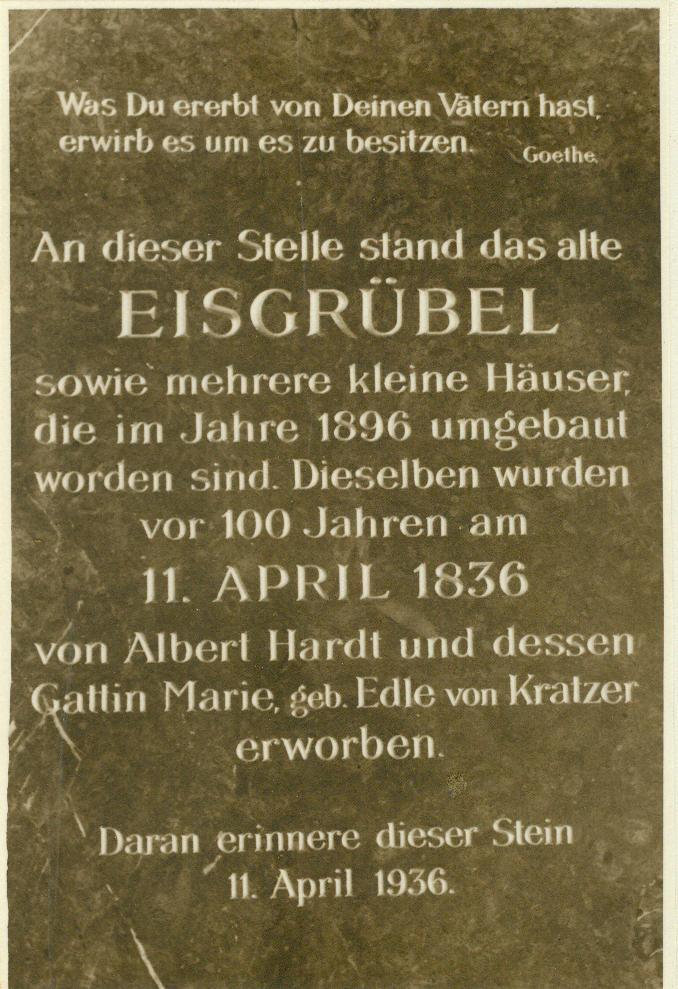
Gedenktafel im Eisgrübel

Nach Beendigung seiner juristischen Studien am 31. Juli 1864 trat Hardt als Rechtspraktikant beim Landesgericht Wien ein, legte im Jahre 1868 die Richteramtsprüfung mit Auszeichnung ab und trat im selben Jahr zur Wiener Finanzprokuratur über.
Von dort kam er im Jahre 1871 als Rechtskonsulent zur Generaldirektion der Wiener Weltausstellung des Jahres 1873 und gründete dort aus eigenen Mitteln den „Cercle Oriental“, aus dem in weiterer Folge das Orientalische Museum (seit 1886 „Österreichisches Handelsmuseum“), welchem er als Kurator angehörte, und letztlich im Jahr 1907 das Museum für angewandte Kunst hervorging.
1874 wurde Hardt als Ministerialvizesekretär ins Handelsministerium einberufen.
1896 kam er als Ministerialrat in das neugeschaffene k.k. Eisenbahnministerium.
1895 bis 1897 wurden im Zuge einer größeren Stadtregulierung die Häuser mit den Konskriptionsnummern 609, 608, 607, 606 und 605 abgerissen und nach einem Entwurf von Emil Bressler durch Oskar Laske und Viktor Fiala der Umbau des alten Eisgrübels durchgeführt. Als Erinnerung daran befindet sich im Inneren immer noch eine Gedenktafel aus dem Jahre 1936 mit Goethes Spruch „Was Du ererbt von Deinen Vätern hast, erwirb es um es zu besitzen“.
1904 trat er als Sektionschef in den Ruhestand, bei welchen Anlass ihm der Orden der Eisernen Krone II. Klasse verliehen wurde.
Im selben Jahr fand er im Nachlass seines verstorbenen Schwiegervaters Karl von Stremayr eine prachtvoll ausgestattete handschriftliche Partitur der Fünften Symphonie Anton Bruckners mit der ausdrücklichen Widmung für Karl von Stremayr. Zum damaligen Zeitpunkt war diese Widmung noch völlig unbekannt.

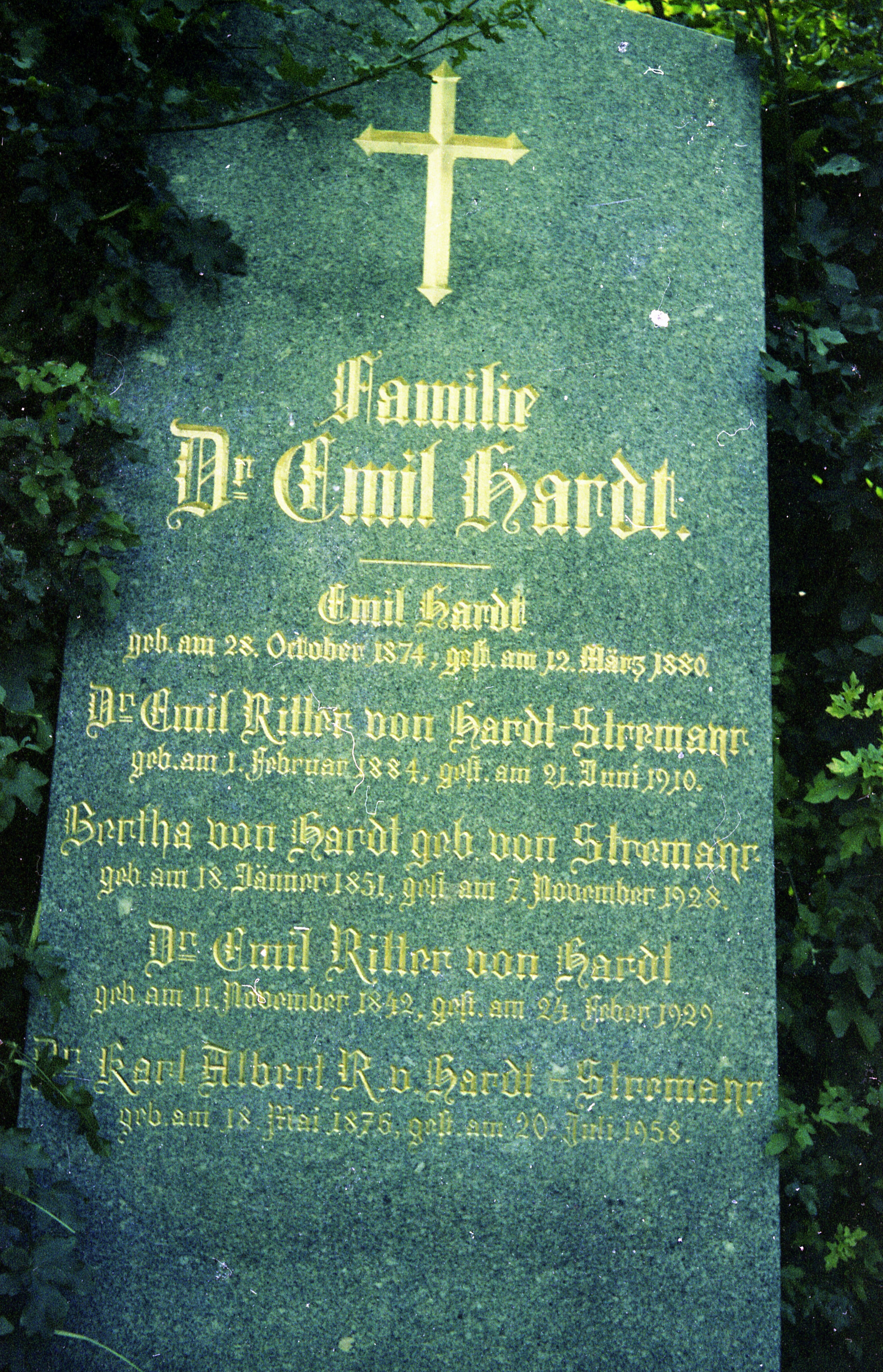
Grab

Am 24. Februar 1929 verstarb er im 87. Lebensjahr in Wien.

## Familie
1873 fand die Hochzeit mit Bertha von Stremayr (1851–1928), Tochter des Ritter Karl von Stremayr und seiner Ehefrau Bertha, geb. Hope, statt.
Aus dieser Ehe stammten drei Söhne und drei Töchter:
- Emil (1874–1880) starb an kurzer schmerzhafter Krankheit
- Bertha (1876–1953), Zwillingsschwester von Karl ⚭ 1899 Hermann Ritter von Mitscha von Märheim
- Karl (1876–1958), Zwillingsbruder von Bertha 1. ⚭ 1907 Agathe von Hofmann (Tochter des Industriellen Adolf Hofmann); verstarb 1919 nach schwerem Leiden in Gmunden. 2. ⚭ 1922 Josefa Pichler. 1905 Namensänderung auf Ritter von Hardt-Stremayr
- Hermine (1879–1966) ⚭ 1907 Emil Stransky von Heilkron
- Maria (1863–1864), ⚭ 1907 Theodor Sweceny
- Emil (1884–1910), 1905 Namensänderung auf Ritter von Hardt-Stremayr

## Nobilitierung

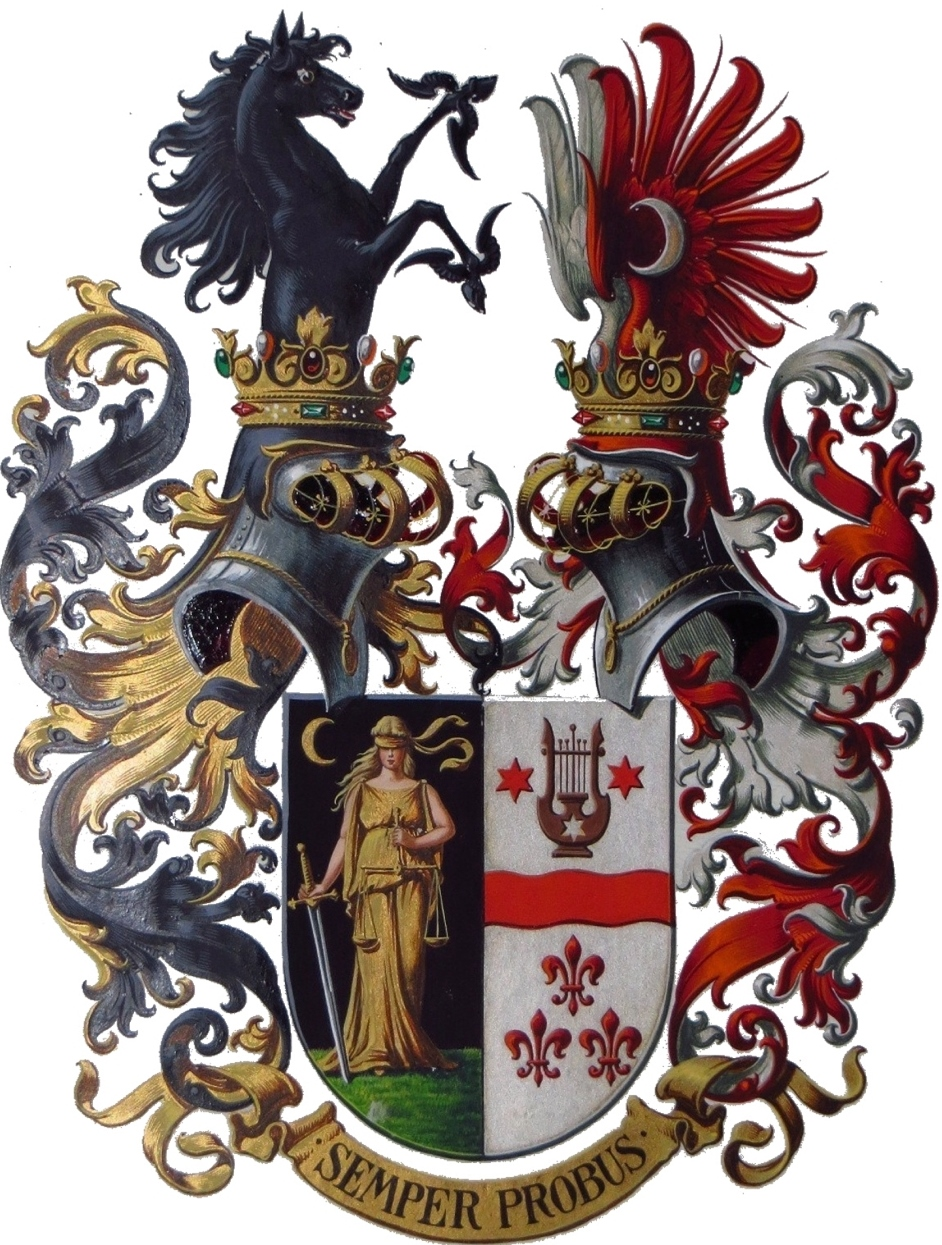
Wappen der Familie Hardt und Hardt-Stremayr

Am 29. August 1900 erfolgte die Verleihung des erblichen österreichischen Ritterstandes für Emil Hardt.
Heraldische Wappenbeschreibung im Originaltext

„Ein von Schwarz und Silber in die Länge geteilter Schild. In dem rechten Felde das Bild der Themis auf grünem vom Fußrande aufsteigendem Rasenboden, gekleidet in ein Gewand von Goldstoff, die Augen verdeckt mit einer goldenen Binde; in der rechten Hand ein Schwert am goldenen Griffe zu Boden stemmend und in der Linken eine goldene Schalenwage im Gleichgewichte haltend.
In dem rechten Oberecke erglänzt ein goldener einwärts gestellter Halbmond.
In dem linken, durch einen rothen geflutheten Balken quer getheilten Felde oben eine von zwei rothen Sternen verseitete Lyra  aus braunem Holze mit sternförmig durchbrochener Fußöffnung und unten drei rothe Lilien, eine über zweien.
Auf dem Hauptrande des Schildes ruhen zwei gekörnte Turnierhelme; von dem rechtsseitigen hän-gen schwarze mit Gold und vom linksseitigen rothe mit Silber unterlegte Decken herab. Aus der Helmkrone zur Rechten springt ein schwarzes, an den Fesseln beflügeltes Roß hervor und die Helmkrone zur Linken trägt einen geschlossenen, vorne rothen und mit einem rechtsgekehrten silbernen Halbmonde belegten, hinten silbernen Adlerflug.
Unterhalb des Schildes verbreitet sich ein goldenes Band mit der Devise „SEMPER PROBUS“ in schwarzer Lapidarschrift.“

Am 4. März 1905 wurde mittels kaiserlicher Entschließung den beiden Söhnen Karl und Emil Ritter von Hardt sowie deren ehelichen Nachkommen, die Namensvereinigung Ritter von Hardt-Stremayr bewilligt.

## Ehrungen

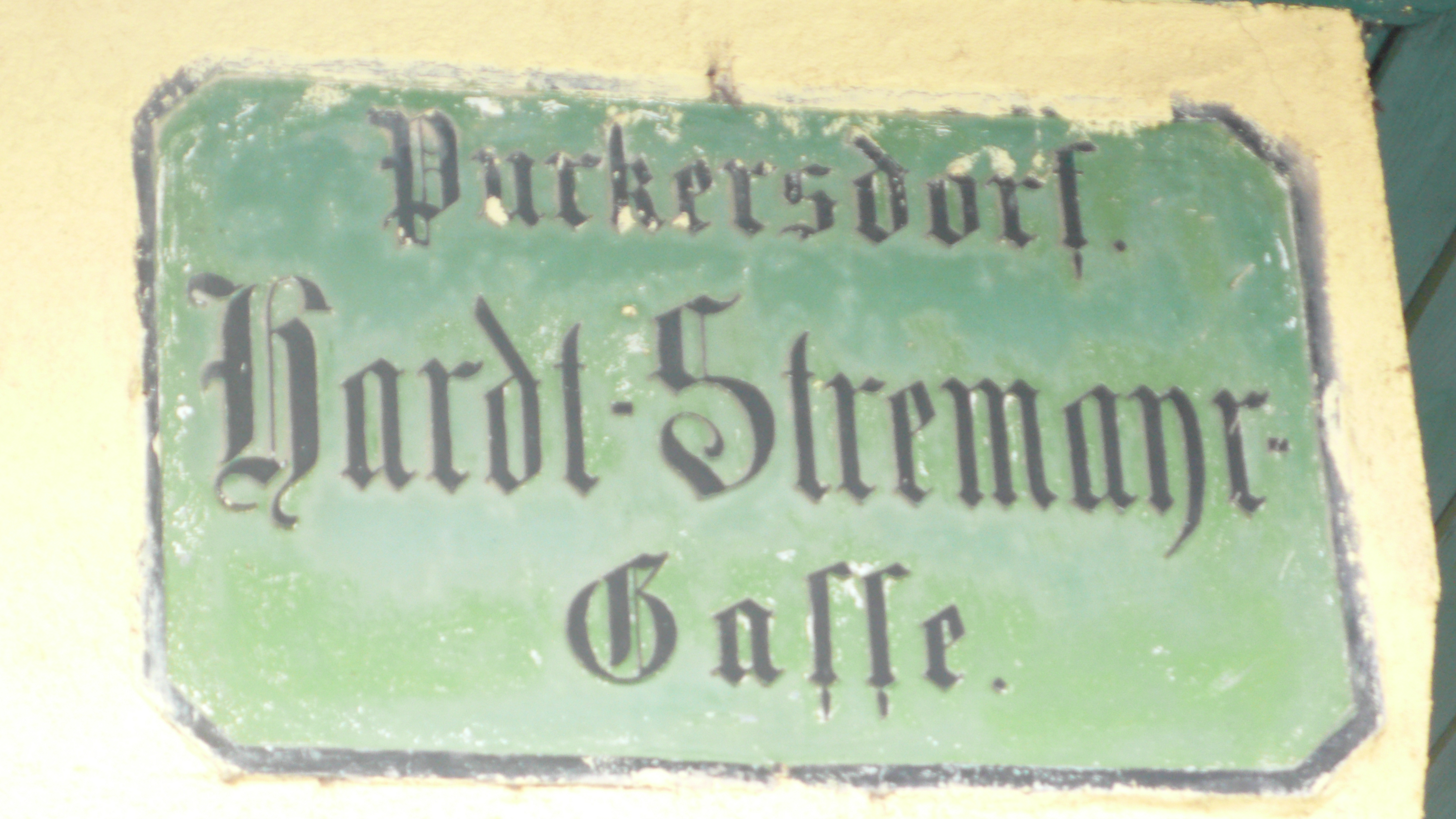
Altes Straßenschild in Purkersdorf

- Hardt war der Träger zahlreicher Auszeichnungen wie des Österreichischen Leopold-Ordens, des k. k. Ordens der Eisernen Krone 2. Klasse, des Franz-Joseph-Ordens, der Verdienstmedaille der Wiener Weltausstellung 1873, sowie mehrere ausländische Orden (wie das Kommandeurkreuz des tunesischen NischanIftihaïr-Ordens[13], des kaiserlich ottomanischen Medschidije-Ordens III. Klasse, des persischen Sonnen- und Löwenordens III. Klasse[14]) und der Ehrenmedaille für 40-jährige treue Dienste.

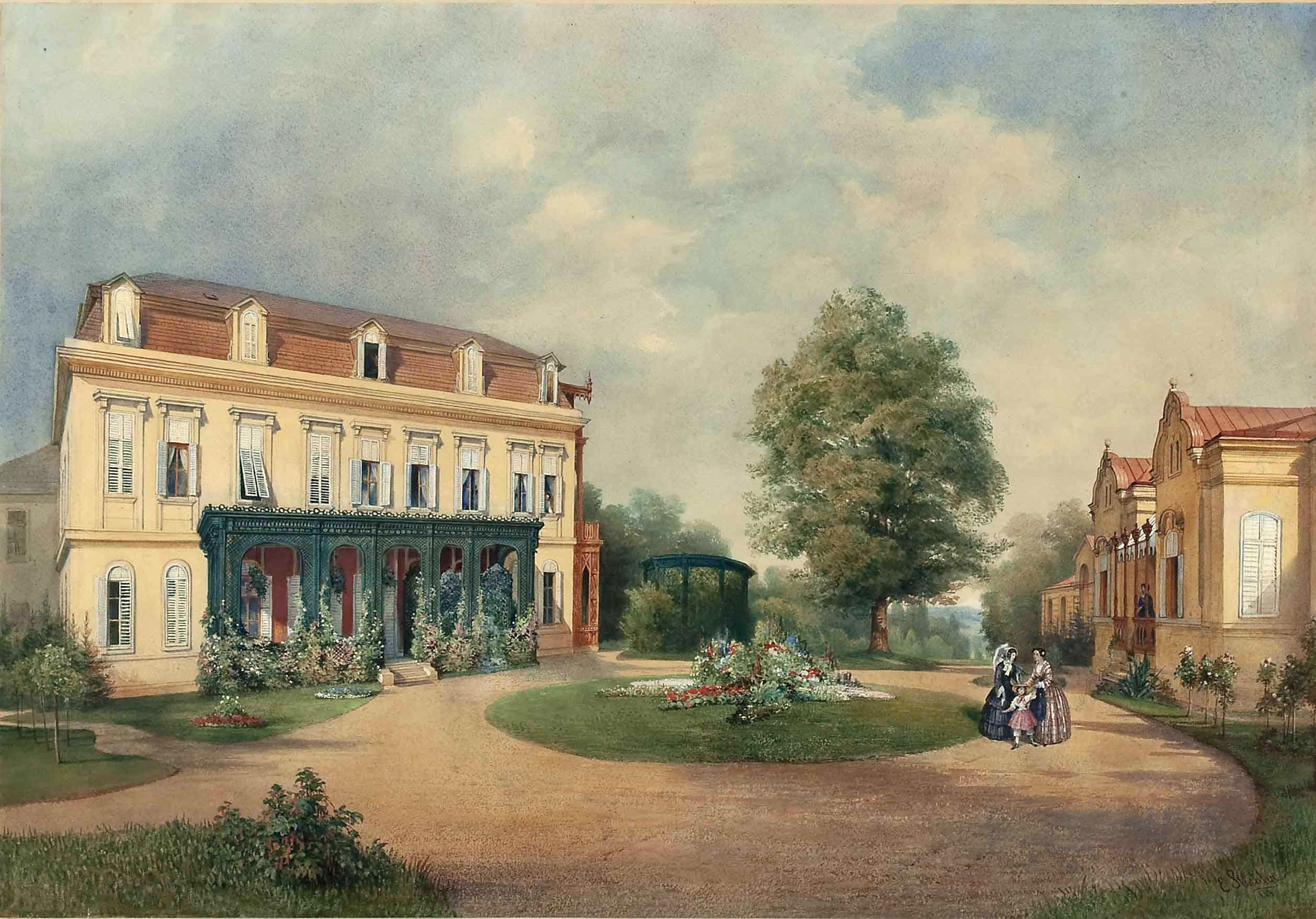
Landhaus der Familie Albert Hardt in Hadersdorf bei Wien, 1854

- Hardt-Stremayr Gasse in Purkersdorf: Sein Vater Albert Hardt besaß von 1893 bis 1920 ein Landhaus in Purkersdorf und tätigte wiederholte Stiftungen für Kindergarten (20.000 Kronen, im Jahr 2015 ca. € 100.000) und Volksschule in Purkersdorf. Somit fasste der Gemeinderat im Jahr 1910 den Entschluss, die existierende „Katharinen-Gasse“ in „Hardt-Gasse“ oder „Hardt-Stremayr-Gasse“ umzubenennen. Hardt entschied sich für „Hardt-Stremayr-Gasse“.
- Ehrenbürger von Purkersdorf und Hadersdorf-Weidlingau, wobei in Hadersdorf-Weidlingau ein Landhaus (heute Mauerbachstraße 36) besessen hat.
- Hardtweg in Bad Gastein: Aufgrund mehrerer Kuraufenthalte in Bad Gastein spendete Hardt 1912 für die Errichtung eines Weges 1000 Kronen, worauf dieser Wegabschnitt „Hardtweg“ genannt wurde[15].